# Vydří Most
Vydří Most je samota, část obce Kvilda v okrese Prachatice v Jihočeském kraji. Nachází se asi 3,5 kilometru severně od Kvildy. Jsou zde evidována tři čísla popisná (55, 129, 149). Do části Vydří Most patří severní část Jezerní slatě, včetně vyhlídkového chodníčku s naučnou stezkou, parkovištěm a vyhlídkovou věží. Vydří Most leží v katastrálním území Kvilda o výměře 31,32 km².

## Historie
Vydří Most vznikl k 20. říjnu 2000 jako část obce Kvilda v okrese Prachatice.

## Obyvatelstvo
| Rok            | 1869 | 1880 | 1890 | 1900 | 1910 | 1921 | 1930 | 1950 | 1961 | 1970 | 1980 | 1991 | 2001 | 2011 | 2021 |
| -------------- | ---- | ---- | ---- | ---- | ---- | ---- | ---- | ---- | ---- | ---- | ---- | ---- | ---- | ---- | ---- |
| Počet obyvatel | 0    | 118  | 124  | 130  | 114  | 0    | 116  | 0    | 0    | 0    | 0    | 0    | 0    | 0    | 3    |
| Počet domů     | 0    | 11   | 13   | 13   | 15   | 15   | 19   | 0    | 0    | 0    | 0    | 0    | 3    | 3    | 3    |